# Big Ben (glasbena skupina)
Big-Ben je slovenska pop glasbena skupina delujoča v osemdesetih in zgodnjih devetdesetih letih 20. stoletja.

## Nastanek
Janez (Gianni) Rijavec je leta 1982 (ali 1983?) po prihodu od vojakov ustanovil vokalno zasedbo Big Ben kvartet v sestavi: Vladimir Čadež (prvi tenor), Gianni Rijavec (drugi tenor), Radovan Kokošar (bariton) in Armando Mariutti (bas).
Ta je kasneje prerasla v zabavnoglasbeno (pop) skupino Big Ben, a so še vedno nastopali v dveh različnih »žanrskih« zasedbah.
Od samega začetka je bil vodja skupine njen glavni vokalist Gianni Rijavec. 

## Zasedba
Prvi člani skupine Big Ben so bili Janez (Gianni) Rijavec (kitara/vokal), Vladimir Čadež (klaviature/vokal), Sandi Kokošar (bas kitara/vokal), Radovan Kokošar (klaviature/vokal) in Franko Zelinšček (bobni/vokal). Prvi menedžer skupine je bil današnji predsednik države Borut Pahor.
Za tehniko in opremo sta skrbela Franko Žbogar in Egon Vodopivec.
Z zmago na festivalu neuveljavljenih glasbenikov »Prvi glas Goriške« leta 1984 so s pesmijo »Hči ravnatelja« opozorili nase in začeli svojo uspešno glasbeno pot.
Prva velika uspešnica pa je bila pesem »Ljubim te, Mateja«, ki so jo predstavili leto kasneje na Pop delavnici v Ljubljani.
Na festivalu Melodije morja in sonca 1986 so dobili nagrado za najboljše debitante s pesmijo »Za mano še jokala boš«. 
Leta 1987 so nastopili na Jugoviziji s pesmijo »Moja Marie«, naslednje leto pa so s pesmijo »Mladi Joža« zmagali na Melodijah morja in sonca v Portorožu.
Že prvi dve plošči skupine – Lep pozdrav, ciao Mateja (1986) in Mladost je ljubezen (1987) sta bili prodani vsaka v 40.000 izvodih.
Članstvo zasedbe se je pogosto spreminjalo.
Od prve zasedbe sta najdlje ostala Gianni Rijavec (vokal) in Vladimir Čadež (klaviature).
Med drugimi so bili v zasedbi še: Bor Zuljan (kitara), Etbin Tutta (bas) in Carlos Valderrama iz Čila (na bobnih); Karlo Batistič (bobni), Sandi Blažič (kitara), Igor Peternelj (klaviature), Sandi Kokošar (bas kitara).
Leta 2006 se je skupina Big Ben v nekoliko spremenjeni zasedbi ponovno združila.
Na silvestrski večer leta 2019 se je skupina ponovno vrnila na oder, in sicer pred domačo publiko v Novi Gorici.

## Glasbeni festivali

### Prvi glas Goriške
- 1984: »Hči ravnatelja« – 1. mesto[2]

### Pop delavnica
- 1985: »Ljubim te, Mateja« (avtor J. Rijavec)
- 1986 (predtekmovanje): »Hči ravnatelja«
- 1987 (predtekmovanje): »Lojtrca«
- 1988: »Ne verjemi ljudem«
- 1991: »Reci, reci« (avtor J. Rijavec)

### Melodije morja in sonca
- 1986: »Za mano še jokala boš« (avtor J. Rijavec) – nagrada za najboljšega debitanta
- 1988: »Mladi Joža« (avtor J. Rijavec) – 1. nagrada občinstva
- 1989: »Lady Blue« (avtor J. Rijavec)
- 1990: »Rdeče vrtnice«
- 1991: »Ciao Portorož« (avtor J. Rijavec)
- 1996: »Ranjeno srce« (avtor G. Rijavec)

### Jugovizija
- 1987: »Moja Marie« (T. Hrušovar / D. Velkaverh / M. Sepe) (COBISS)

### Vesela jesen
- 1990: »Brčinska lonca« (T. Žagar / M. Horn / M. Ferlež)

## Uspešnice
Ostale uspešnice so še: »Lojtrca«, »Adijo Špela«, »Slovenija moja si vsa«, »Nancy iz Ljubljane«, »Božični poljub«, »Soča«, »Poljub«, »Stara mama«, »Indijanka«, »Ne joči za menoj« ...

## Diskografija

### Albumi
- 1986: Lep pozdrav, ciao Mateja (kaseta in LP, ZKP) (COBISS)
- 1987: Mladost je ljubezen (kaseta in LP, ZKP) (COBISS)
- 1988: Adijo Špela! (kaseta in LP, ZKP) (COBISS)
- 1989: Pomladno cvetje (kaseta, ZKP) (COBISS)
- 1990: Nobody knows (kaseta in CD, ZKP) (COBISS) (COBISS)
- 1991: Stara mama (kaseta, ZKP) (COBISS)
- 1992: Največji uspehi (kaseta, ZKP) (COBISS)
- 1993: Krasna si hči planin (kaseta in CD, ZKP) (COBISS) (COBISS)
- 1993: Kanadska Indijanka (kaseta, ZKP) (COBISS)
- 1994: Kanadska Indijanka (CD, ZKP) (COBISS)

### Kompilacije
- 1985: Pop delavnica '85 (kaseta, ZKP) (COBISS)
- 1986: Melodije morja in sonca – Portorož '86 (kaseta, ZKP) (COBISS)
- 1987: Pop godba 1 (videokaseta, ZKP) (COBISS)
- 1987: JRT Evrovizija '87 – Jugoslavenski dani zabavne muzike (plošča in kaseta, Jugoton) (DISCOGS)
- 1987: Mortadela – in druge pesmi s Primorske (kaseta, ZKP) (COBISS)
- 1988: Pop delavnica 88 (kaseta, ZKP) (COBISS)
- 1988: Melodije morja in sonca – Portorož '88 (kaseta, ZKP) (COBISS)
- 1989: Pop top (kaseta, ZKP) (COBISS)
- 1989: Naj naj naj 5 (kaseta, ZKP) (COBISS)
- 1989: Melodije morja in sonca – Portorož '89 (kaseta, ZKP) (COBISS)
- 1990: Melodije morja in sonca – Portorož '90 (2 kaseti, Helidon) (COBISS)
- 1990: Festival narečnih popevk – Maribor '90 (kaseta, ZKP) (COBISS)
- 1990: Najboljše ta hip (kaseta, ZKP) (COBISS)
- 1991: Pop delavnica 91 – zvečer (kaseta, Corona) (COBISS)
- 1991: Melodije morja in sonca – Portorož '91 (kaseta, ZKP) (COBISS)
- 1991: Zate Slovenija (kaseta, ZKP) (COBISS)
- 1992: Melodije morja in sonca – največji uspehi (kaseta, ZKP) (COBISS)
- 1992: Na frekvencah mavričnih valov – Dvajset let vala 202 (kaseta, ZKP) (COBISS)
- 1992: Zlata kaseta (kaseta, ZKP) (COBISS)
- 1992: Vesel božič (kaseta in CD, ZKP) (COBISS) (COBISS)
- 1993: Super mega mix (kaseta, ZKP) (COBISS)
- 1995: Klic dobrote – Celje 1995 (videokaseta, ZKP) (COBISS)
- 1996: Dom si moj, Slovenija (kaseta in CD, ZKP) (COBISS) (COBISS)
- 1996: Popevke – Festival melodije morja in sonca (kaseta in CD, ZKP) (COBISS) (COBISS)
- 1997: Vesel božič! (CD, ZKP) (COBISS)
- 1998: Vesel božič (kaseta, ZKP) (COBISS)
- 1998: Božični čas (kaseta in CD, ZKP) (COBISS) (COBISS)
- 2000: Stari novi hiti 1 (kaseta in CD, Corona) (COBISS) (COBISS)
- 2001: Božične pesmi (CD, Big Bang) (COBISS)
- 2002: Revival – zmagovalci Melodij morja in sonca (kaseta in 2 CD, ZKP) (COBISS) (COBISS)
- 2005: Božični čas – praznične melodije (CD, ZKP) (COBISS)
- 2005: Vesel božič – praznične melodije (CD, ZKP) (COBISS)
- 2006: DJ Svizec turbo mix – Vol. 4 (CD, Menart) (COBISS)